# 善光寺白馬電鉄
善光寺白馬電鉄株式会社（ぜんこうじはくばでんてつ）は、長野県長野市中御所一丁目20番1号に本社を置く総合物流企業である。現在は貨物自動車運送事業者だが、社名が示すように元は鉄道事業者であり、1936年（昭和11年）11月22日から1944年（昭和19年）1月10日まで長野市内で鉄道路線を運営していた。当時の始発駅であった南長野駅跡地に本社がある。

## 現在の事業

### 貨物自動車運送事業 他
前述の通り現在は貨物自動車運送事業者であり、運送業および引越運送業を主要な業務とする。そのほか倉庫業、自動車整備業、流通加工業なども行っている。

#### 支店・営業所
松本支店・南営業所・上田営業所

#### 関連会社
- 長野運送 - 通称「マルナ」。ラジオCMでは水木一郎が歌うイメージソングが使用されていた。
- 上田運送 -
- リンギョー

## 過去の事業

### 鉄道事業
鉄道そのものの計画は、1919年（大正8年）に長野商工会議所が中心に進めた、長野市と白馬岳山麓の北安曇郡北城村（現・白馬村）を結ぶ鬼無里鉄道の計画が始まりである。しかし、第一次世界大戦後の不況により、計画は一旦頓挫してしまう。その後、昭和初期になって、再び計画は持ち上がり、1926年（大正15年）1月に敷設免許申請がなされた。しかし鉄道省はなかなか免許しなかった。やがて1927年（昭和2年）4月に信濃国諏訪郡御射山神戸村（現・長野県富士見町）出身の小川平吉が鉄道大臣に就任すると免許ばらまきの一環で大臣就任後7ヶ月で鉄道敷設免許が下りたため、会社が設立された。
当初は「電鉄」の社名の通り、全線電化とする計画であったが、昭和初期の不況により資金が思うように集まらず、動力をガソリンに変更したうえで1936年（昭和11年）11月22日に南長野駅 - 善光寺温泉東口（仮駅）間が開業した。社名に「白馬」とある通り、前述の北城村の信濃四ツ谷駅（現・白馬駅）まで計画されていたが、資金が思うように集まらなかったこと、沿線に山岳地帯を控えていたことから1942年（昭和17年）12月17日に裾花口駅まで開業した後、太平洋戦争下の企業整備により1944年（昭和19年）1月10日に休止された。善光寺温泉駅 - 裾花口駅間に至っては僅か1年あまりの短命であった。「電鉄」を名乗っていたが、電化は最後まで実現しなかった。
レール等の資材はオランダ領インドシナのセレベス島に送られたとされる。
休止後にトンネルを使い皇太子・皇太后を疎開させるための施設を建設する計画もあったとされる。普段はトンネル外の施設で生活し、攻撃時にお召し列車をそのままトンネル内に待避させる予定であったが、結局実現しなかった。
戦後も長い間休止のまま据え置かれ、本来の目的地であった白馬村や長野市など関係自治体による復活運動も行われた。その中で、民間資本による全線開通は難しいとして長野市や財界から、日本国有鉄道（国鉄）による開通を目指した信越西線計画が出現するが、実現しなかった（信越西線は、1964年（昭和39年）7月に長野市、財界を中心に信越西線建設期成同盟会が設置され、鉄道審議会に陳情を行ったが、国鉄の財政悪化を理由に予定線昇格されず、そのまま消滅する。なおルート構想は、国鉄信越本線三才駅を起点とし、戸隠 - 鬼無里を経て白馬に向かうようになっていた）。一方、これと並行して長野県企業局による裾花ダムの建設が決定し、終点裾花口付近の路盤やトンネルが水没することになった。このため、白馬村までの到達はおろか休止線の復活さえ困難となり、しかも同ダムの建設を推進する立場にあった長野市が、立場上鉄道の復活を断念せざるを得なくなった。そして、本鉄道は実営業期間わずか7年で、復活されないまま1969年（昭和44年）7月9日に廃線となった。
戦中に経営していた松本清社長の祖父は1943年暮れ、電報で呼び出されて鉄道の休止命令を受けた。運送会社は同じ1943年中に設立済みであったが、松本清は、鉄道の休止命令を予期しての判断ではなかったと推測している。戦後の鉄道復活運動は地元政財界だけでなく、松本清の祖父も同じ思いであった。
地元住民からは善白（ぜんぱく）の愛称で親しまれていた。

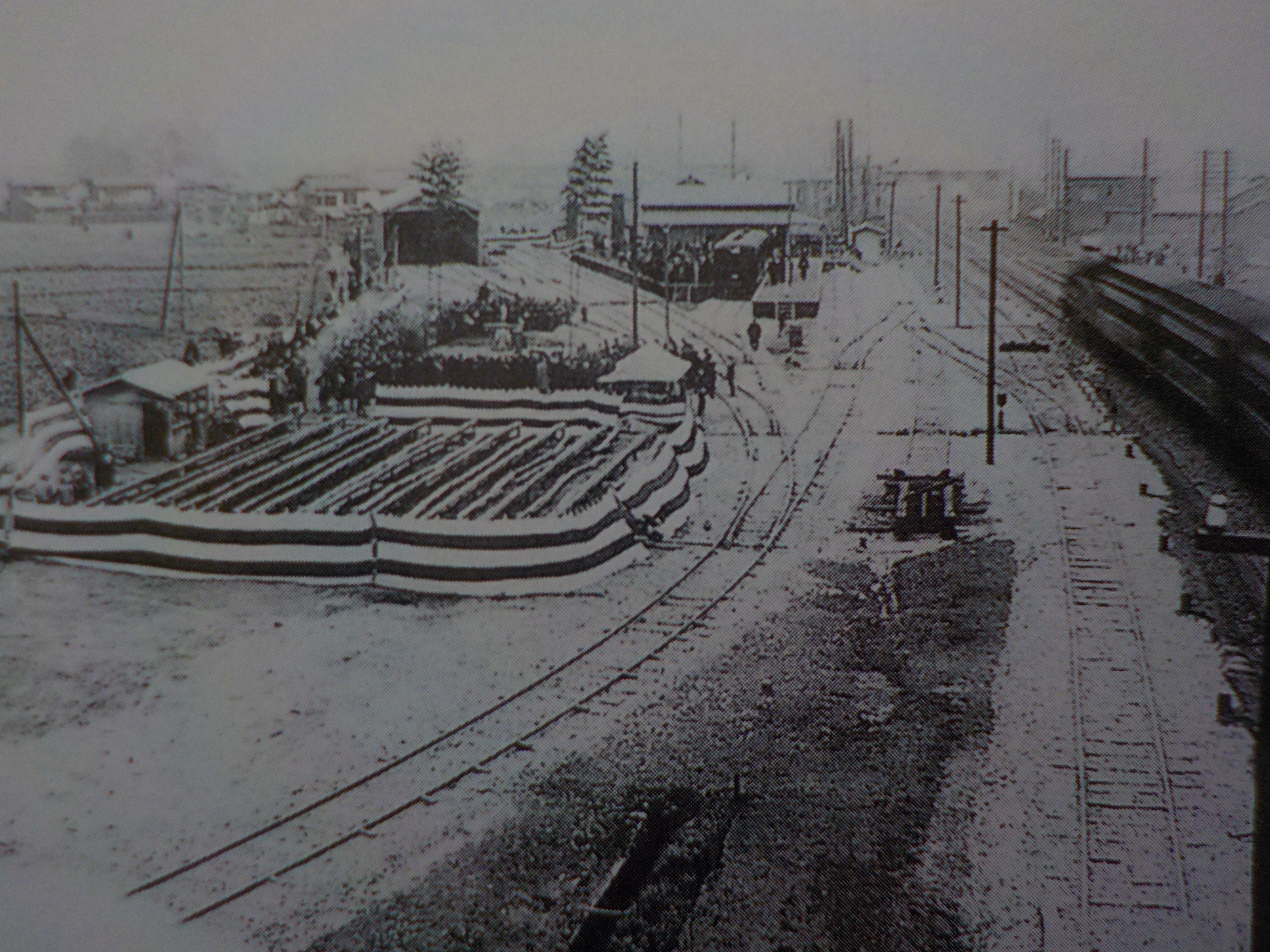
鉄道時代の本社付近

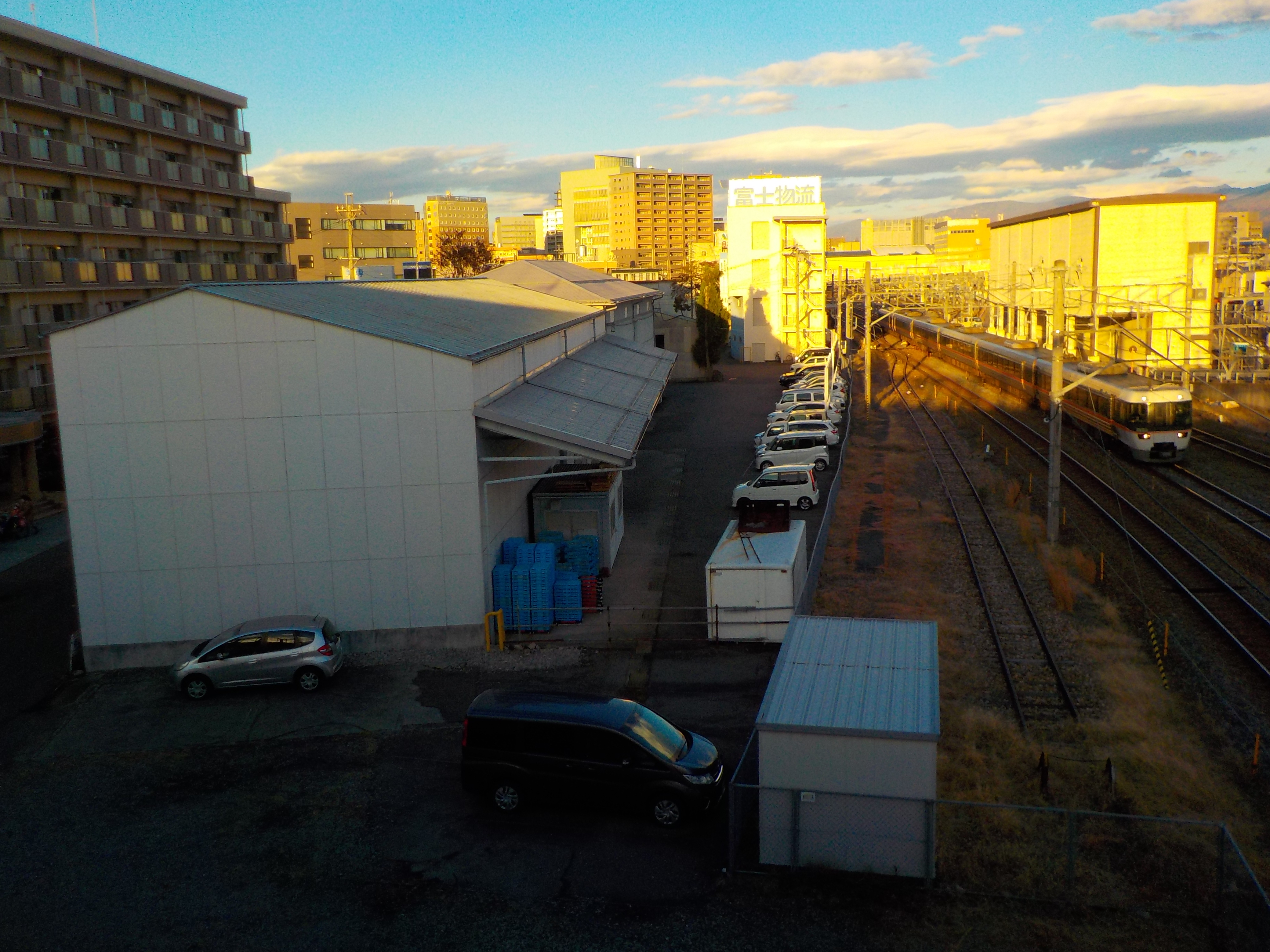
現在の本社付近（上写真と同じ位置から撮影）

現在、この路線や未成線に沿う経路で川中島バス74系統が途中の鬼無里まで運行されている。さらに長野市営バスがその先西京まで伸びている。また、ルートは異なるもののアルピコ交通のバスが特急長野 - 白馬線を運行している。また鉄道では長野から松本経由で白馬方面へ直通する臨時快速「リゾートビューふるさと」が運行されている。

#### 路線データ
※休止直前のデータ。
- 路線距離（営業キロ）：7.4km
- 軌間：1,067mm
- 駅数：7駅（起終点駅含む）
- 複線区間：なし（全線単線）
- 電化区間：なし（全線非電化）
- 閉塞方式：不明

#### 歴史
- 1921年（大正10年）3月 鬼無里鉄道の名で鉄道敷設免許申請（不況による資金難で交付されず）。
- 1926年（大正15年）1月23日 長北電気鉄道の名で長野市と北城村（現：白馬村）を結ぶ36.2kmの鉄道敷設免許申請。
- 1927年（昭和2年）11月16日 長北鉄道に対し鉄道免許状下付（北安曇郡北城村-長野市間）[6]。
- 1928年（昭和3年）9月24日 善光寺白馬電鉄へ社名変更届出[7]。
- 1929年（昭和4年）11月10日 善光寺白馬電鉄として会社設立[8]。
- 1930年（昭和5年）11月8日 長野 - 鬼無里間の工事認可（12月4日起工式）。
- 1936年（昭和11年）
  - 11月22日 南長野駅 - 善光寺温泉東口（仮駅）間 (5.8km) 開業[9]。
  - 12月26日 善光寺温泉東口駅 - 善光寺温泉駅間 (0.6km) 開業。善光寺温泉東口駅廃止[10]、
- 1942年（昭和17年）12月17日 善光寺温泉駅 - 裾花口駅間 (1.0km) 開通（南長野駅 - 裾花口駅間 (7.4km) 全通）[11][12]。
- 1944年（昭和19年）1月10日 戦時下の企業整備により全線を休止[3]。
- 1969年（昭和44年）7月9日 裾花ダム建設決定により全線を正式に廃止（のちに現在の貨物自動車運送事業を開始した）。

#### 輸送・収支実績
| 年度 | 輸送人員（人） | 貨物量（トン） | 営業収入（円） | 営業費（円） | 営業益金（円） | その他損金（円） | 支払利子（円） |
| ---- | -------------- | -------------- | -------------- | ------------ | -------------- | ---------------- | -------------- |
| 1936 | 14,499         |                | 866            | 2,040        | ▲ 1,174        |                  |                |
| 1937 | 84,992         | 110            | 8,559          | 24,154       | ▲ 15,595       | 雑損345          | 270            |
| 1939 | 127,234        | 300            |                |              |                |                  |                |
| 1941 | 232,099        | 546            |                |              |                |                  |                |
| 1943 | 291,144        | 343            |                |              |                |                  |                |

- 『鉄道統計資料』『鉄道統計』『国有鉄道陸運統計』各年度版。

#### 使用車両
- ゼ100形（100・101）
開業に当たり日本車輌製造で新製された。当時、佐久鉄道や飯山鉄道などが導入していたのと同系のガソリンカーで、社名から「ゼ」という他例の無い形式称号が与えられていた。戦時中の不要不急線撤去の一環として休止となる際に、車両統制会の仲介で江若鉄道（のちに野上電鉄）、上田丸子電鉄へ譲渡されたが、皮肉なことにこの気動車2両は共に電装され、本鉄道時代よりも長期に亘って電車として使用された。

- ワ10（10・11）
1942年に加越鉄道より有蓋貨車ワ3・8（1913年関製作所製）を購入した。福島電気鉄道に譲渡された。

#### 駅一覧
全駅が長野県長野市に所在。休止直前時点。

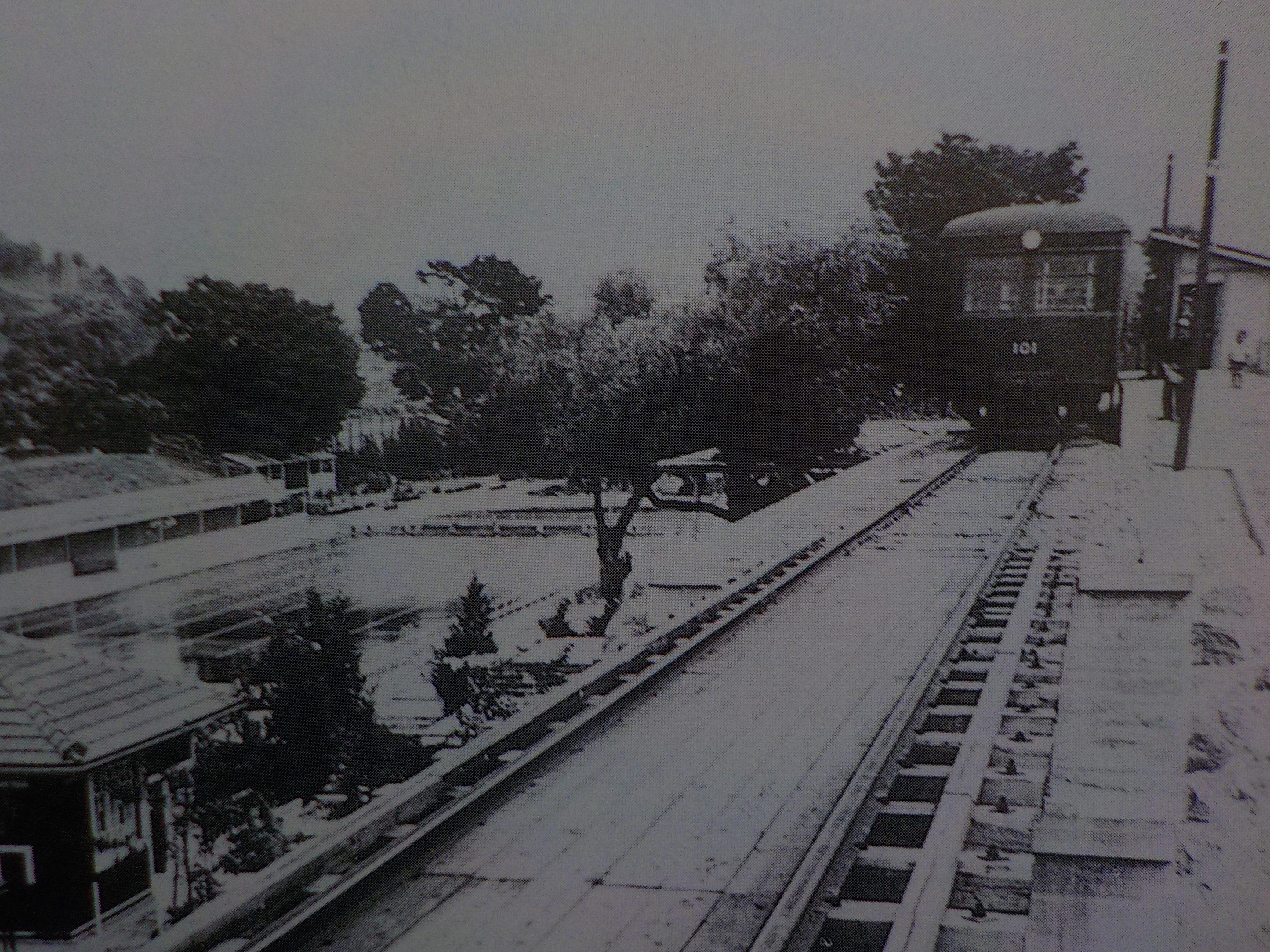
かつて営業していた鉄道（写真は山王駅）善光寺白馬電鉄蔵

- 南長野駅 - 山王駅 - 妻科駅 - 信濃善光寺駅 - 茂菅駅 - 善光寺温泉駅 - 裾花口駅

##### 未成区間
全て予定のもの
- 裾花口駅 - 芋井駅 - 戸隠駅 - 常盤石橋駅 - 鬼無里駅 - 西京駅 - 田頭駅 - 信濃四ツ谷駅

#### 接続路線
- なし（南長野駅は国鉄長野駅から徒歩圏内にあった）。
- 未成区間の終点、信濃四ツ谷駅（現・白馬駅）では大糸線に接続する予定だった。

#### 廃線後
国道117号線のみすず橋のトンネル（閉鎖済）や、山王駅跡最寄り道路から山王駅跡に上がる階段、第一〜第四トンネル（但し第一、二トンネルは閉鎖されている）、裾花川の橋脚などが残っている。